# 조셉 R. 가나스콜리

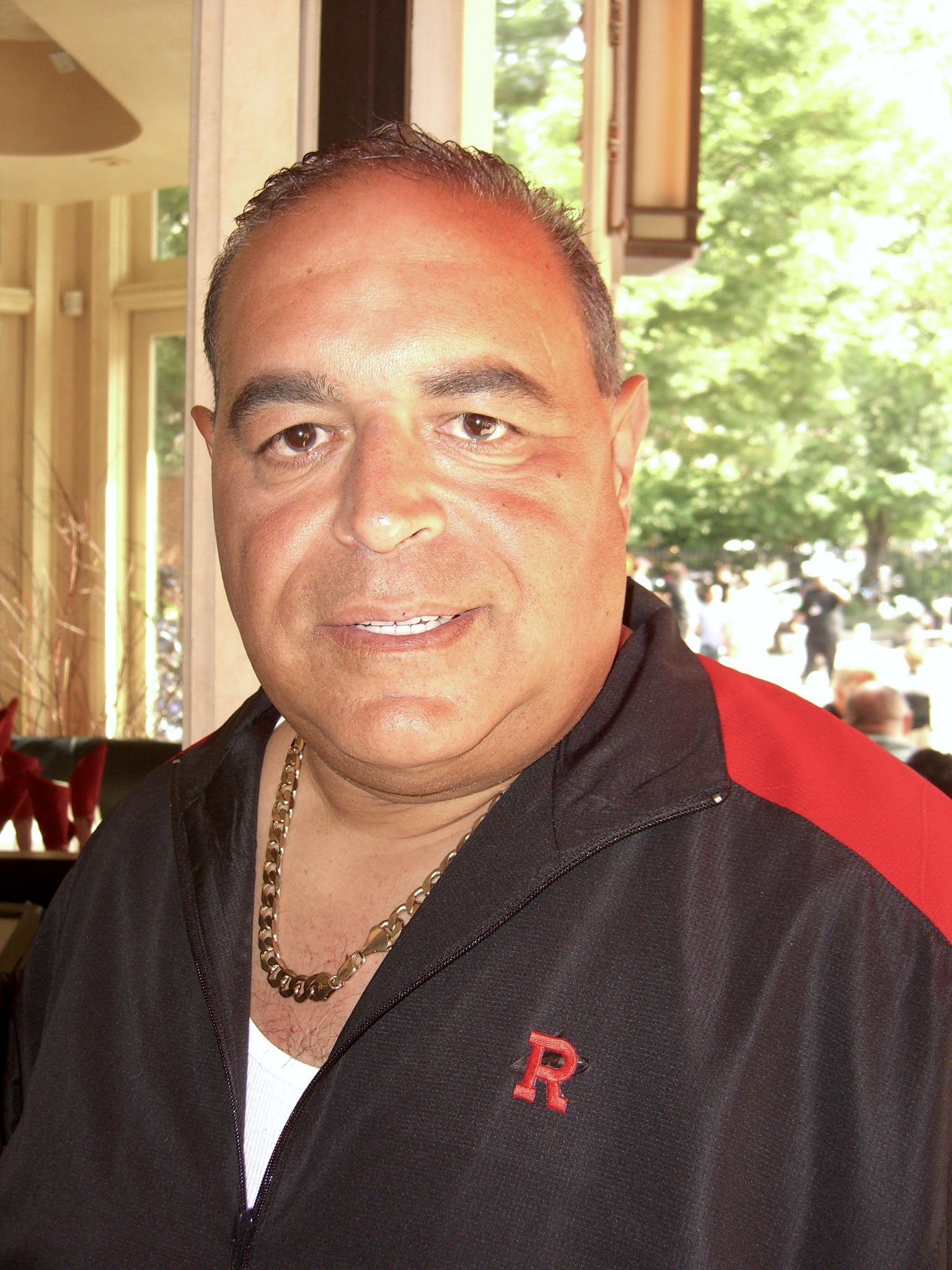

조셉 R. 가나스콜리(Joseph R. Gannascoli, 1959년 2월 15일 ~ )는 미국의 텔레비전 배우, 영화배우, 배우이다.
브루클린에서 태어났다.

## 영화
- 액트 오브 워 (2015년) - 프랭크 역
- 절대미각 사기단 (2014년)
- 더 퍼즈 (2014년)
- 길가메시 (2014년)
- 맨 인 블랙 3 (2012년) - 메츠 팬 역
- 더 리유니언 (2011년)
- 델신 (2011년)
- 라스트 더 맥스 (2010년) - 프랭키 디오노프리오 역
- 컬리지 로드 트립 (2008년)
- 비어 리그 (2006년)
- 더 킹스 오브 브룩클린 (2004년)
- 투 패밀리 하우스 (2000년)
- 미키 블루 아이즈 (1999년)
- 바스키아 (1996년)
- 서브미션 (1995년)
- 스트레인저 (1995년)
- 에드 우드 (1994년)